# Bucheta
Bucheta (in greco antico: Βούχετα?) era una città dell'antica Grecia ubicata nell'Epiro.

## Storia
Viene menzionata da Demostene come una delle città situate in Cassopia, assieme a Elatria e Pandosia che erano colonie dell'Elide, e che fu conquistata da Filippo II di Macedonia, che la cedette a suo cognato Alessandro I.
Strabone, citando Teopompo, dice che apparteneva ai Cassopei e che era situata sulla costa.
Viene localizzate nelle rovine del castello di Rogí, nei pressi di Nea Cerasunta.